# Anian Sossau
Anian Sossau (14 gennaio 2000) è un fondista tedesco.

## Biografia
Sossau, attivo dal marzo del 2016, ha esordito in Coppa del Mondo l'11 gennaio 2020 a Dresda in una sprint (50º) e ai Campionati mondiali a Oberstdorf 2021, dove si è classificato 38º nella medesima specialità; il 19 marzo 2023 ha ottenuto il primo podio in Coppa del Mondo, nella staffetta mista disputata a Falun (3º). Non ha preso parte a rassegne olimpiche.

## Palmarès

### Mondiali juniores
- 1 medaglia:
  - 1 bronzo (staffetta a Lahti 2019)

### Coppa del Mondo
- Miglior piazzamento in classifica generale: 70º nel 2024
- 2 podi (a squadre):
  - 2 terzi posti